# Trigonurus sharpi
Trigonurus sharpi är en skalbaggsart som beskrevs av Richard Eliot Blackwelder 1941. Trigonurus sharpi ingår i släktet Trigonurus och familjen kortvingar. Inga underarter finns listade i Catalogue of Life.